# Tehuelche (volk)

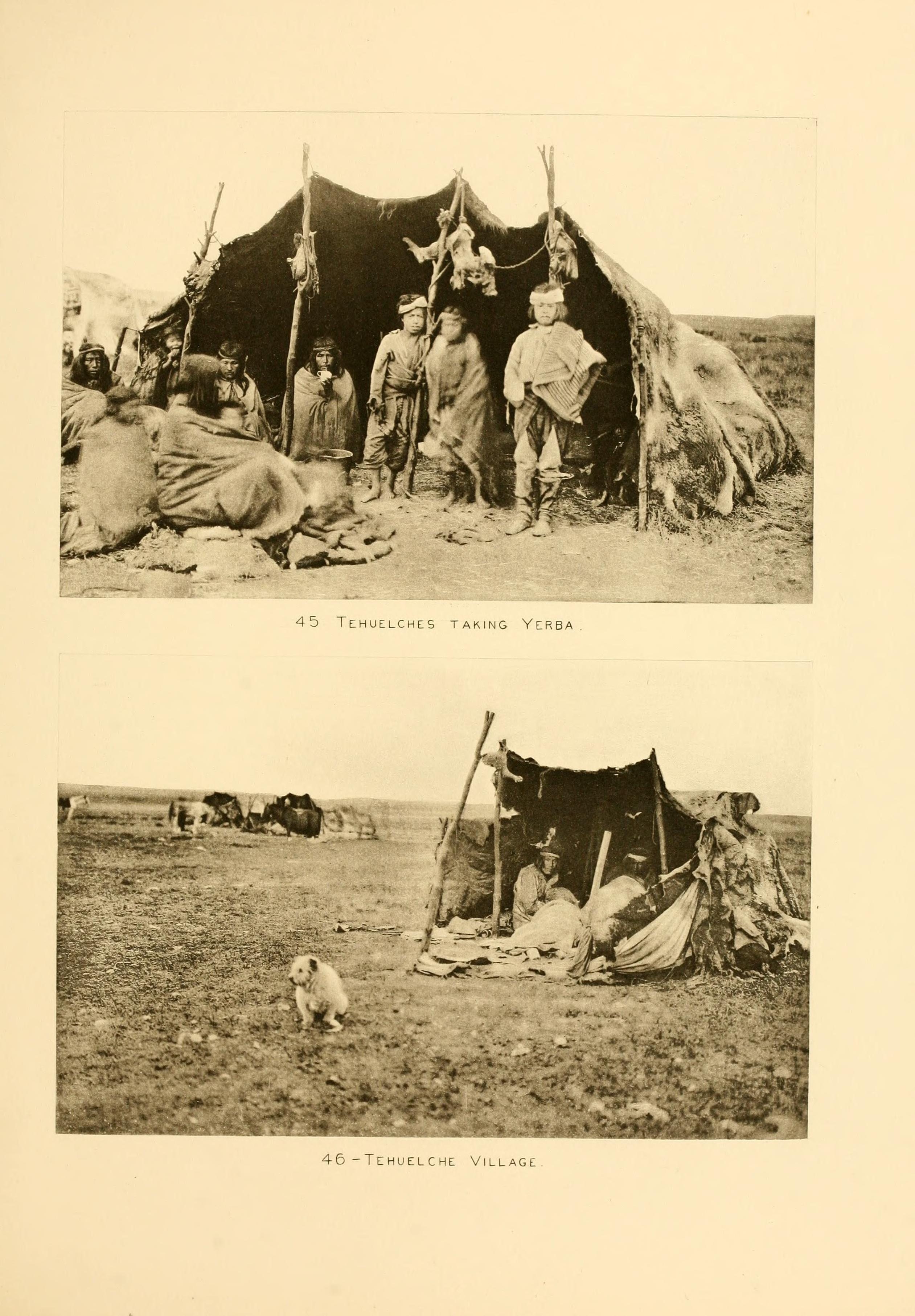
Tehuelche bij hun tenten, eind 19e eeuw

Het Tehuelche-volk, ook wel aangeduid met het endoniem Aónikenk, is een inheems volk uit Patagonië in Zuid-Amerika, dat vooral in de zuidelijke helft van het tegenwoordige Argentinië leefde. Het woongebied strekte zich globaal uit van de Río Negro in het noorden tot de Straat van Magellaan in het zuiden. Nakomelingen van dit volk, vooral dan mesties, wonen in de 21e eeuw nog in het zuiden van Argentinië en Chili.

## Benaming
De historicus Antonio Pigafetta van de expeditie van Ferdinand Magellaan in 1520, noemde de inheemse bevolking die hij tegenkwam in Puerto San Julián de "Patagoni". In 1535 legde de historicus Gonzalo de Oviedo y Valdés in zijn Historia general y natural de las Indias uit: "Wij Spanjaarden noemen ze de Patagones vanwege hun grote voeten". Op basis van deze verslagen was de eerste naam die de Spanjaarden gebruikten om naar het Tehuelche-volk te verwijzen, de Patagones.
Volgens de meest verbreide opvatting komt het woord Tehuelche van de Mapuche-term chewel che, wat 'dappere mensen', 'ruige mensen' of 'onvruchtbare landmensen' zou betekenen.

## Indeling en woongebied
De meerderheid van de experts is het erover eens dat de Chubutrivier de scheiding vormt tussen twee grote subgroepen: de "Zuidelijke Tehuelche" en "Noordelijke Tehuelche". De eerste groep strekte zich naar het zuiden uit tot aan de Straat van Magellaan, terwijl de tweede groep zich naar het noorden uitstrekte tot aan de Colorado en Río Negro.
De Tehuelche zijn etnisch en linguïstisch verwant met de Pehuenche die ten westen van hen in de Andes woonden, en met de Gününa küne of Puelche, die ook wel de noordelijke Tehuelche worden genoemd. Ook is er verwantschap met de Selknam, die ten zuiden van de Straat van Magellaan op Vuurland woonden.

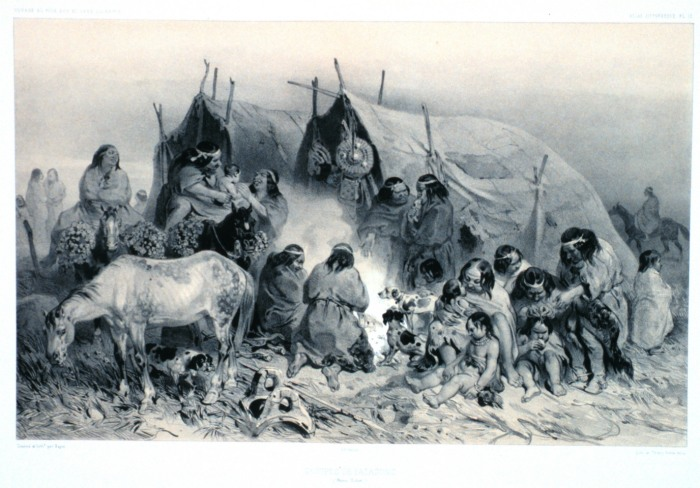
Grupo de patagones en puerto Peckett. Tekening uit 1832, tijdens de tocht van Jules Dumont d'Urville

## Talen

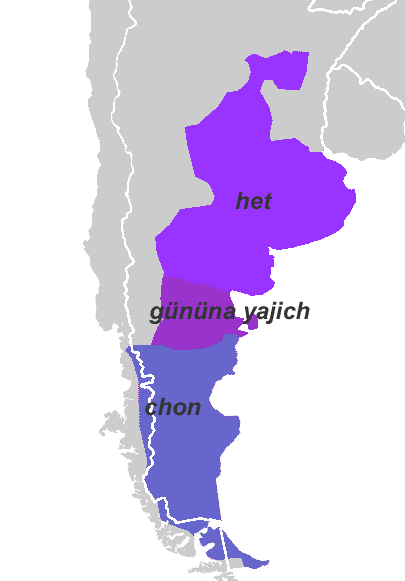
Het, Gününa Yajich (Puelche), en Chon. Het Tehuelche, Ona en Haush zijn Chon-talen

De verschillende etnische groepen die onder de verzamelnaam "Tehuelche" vallen, spraken talen waarbij de meningen verschillen over het aantal en het onderling verband. Roberto Lehmann Nitsche verdeelde de Chonantalen in twee groepen, de Chontalen en de Het-talen. De beschikbare onderzoeksresultaten maken onderscheid in zes talen: de Chon groep (Teushen, Tehuelche, Selknam en Haush), de taal van de inheemse groep Gününa küne en de taal van het Querandí-volk.
In de loop van de 19e eeuw werden de volgende talen erkend:
- De Gününa küne spraken Puelche waarbij de relatie met andere talen wordt betwist, bij gebrek aan meer informatie wordt het vaak als een isolaat beschouwd. Door anderen is het echter aangeduid als "noordelijk Chonan". Puelche is een dode taal.

- De "Tshoneka centrales", inheemse groepen die in het tegenwoordige Neuquén, Río Negro en de noordelijke Chubut-provincies woonden, spraken het eveneens uitgestorven Pän-ki-kin (Peénkenk).

- De Tehuelche spraken de Tehuelche-taal, ook genoemd Tshoneka of Aonekkenk. Dit is de meest bestudeerde taal van de groep en de enige taal die in de 21e eeuw nog wordt gebruikt. Getracht wordt, deze taal levend te houden.[3]

## Sociale structuren
De Tehuelche leefden nomadisch en bewogen zich in tamelijk vaste patronen, vooral in oost-west richting, afhankelijk van de verplaatsingen van de guanaco. In elk seizoen hadden ze plaatsen waar ze hun kampementen opsloegen, die ze "aik" of "aiken among" noemden, en door de Spanjaarden tolderías werden genoemd. Ze woonden in tenten van eenvoudige constructie, die makkelijk te verplaatsen waren. Het frame was van hout, dat werd overdekt met leren huiden van de guanaco, later van het paard. Een tent was groot genoeg voor ongeveer 10 familieleden.
Ze woonden groepsgewijs in meerdere tenten bij elkaar. Elke groep (grootfamilie) was samengesteld uit leden met verschillende familiebanden; elke groep had een territorium waar ze konden jagen en verzamelen. De grenzen van deze gebieden werden bepaald door afstamming en gemarkeerd door landschapselementen als een heuvel, een laagte of beek, een markante boom etc. Als een groep niet in de eigen behoeften kon voorzien, moesten ze aan buurgroepen vragen om ook op hun land te mogen jagen. Ze voedden zich vooral met de guanaco en de nandoe; ook met de Chileense huemul, het hert, de mara en zelfs met het vlees van de poema en jaguar. Ook aten ze plantaardig voedsel, ze waren echter laat met het gaan bedrijven van akkerbouw.
De introductie van het paard betekende een belangrijke verandering in de cultuur van de Tehuelche. De mobiliteit werd vergroot en veranderde de voorouderlijke territoria en hun migratiepatronen.  Paardenvlees werd ook een voedselbron, die de guanaco naar de tweede plaats verdrong.

## Geschiedenis

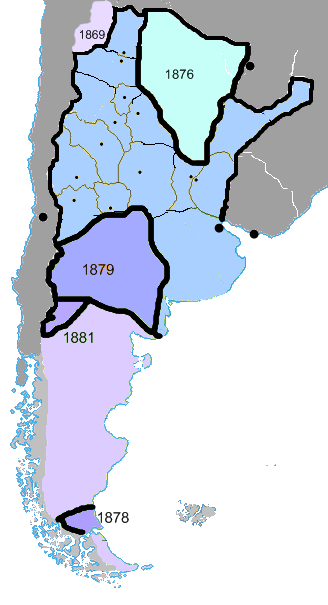
Onder generaal Roca verkreeg Argentinië door de "verovering van de woestijn" macht tot in Patagonië

### Periode voor Columbus
Patagonië wordt vanaf omstreeks 10.000 v.Chr. door voorouders van de Tehuelche (en andere volken) bewoond. Archeologische vondsten in de grotten van Fell en Pali-Aike tonen prehistorische nederzettingen aan, die dateren van omstreeks 9000 v.Chr. Deze grotten bevinden zich nabij de Argentijns-Chileense grens. 
Tot de gedane vondsten behoren: driehoekige projectielpunten, schrapers, tweesnijdende messen en gereedschap gemaakt van botten. Later, tussen 7000 en 4000 v.Chr. nam het aandeel van stenen gereedschappen toe. Na 3500 v.Chr. werd de pijl en boog en de bola gebruikt. Uit de vondsten valt een specialisatie op de jacht op guanaco en nandoe af te leiden.
In de Cueva de las Manos zijn rotstekeningen te vinden, die zijn aangebracht in de periode tussen 8000 v.Chr. tot 700 na Chr. Wegens de lange tijdsduur zijn verschillende stijlen te onderscheiden. De tekeningen zijn goed bewaard gebleven en tonen onder andere de dieren waarop door bewoners werd gejaagd; deze dieren komen in het gebied nog steeds voor. Op basis van vondsten is wel gesteld dat vanaf circa 2500 v.Chr. van een Tehuelche-volk kan worden gesproken.
Tot de komst van Europeanen in het begin van de 16e eeuw leefden de Tehuelche als jager-verzamelaars en verplaatsten zich met een seizoenpatroon conform de guanaco-kuddes. In de winter bevonden ze zich in laaggelegen gebieden (graslanden, meer- en rivieroevers etc.) en tijdens de zomer trokken ze naar de centrale plateaus van Patagonië of naar de Andes, waar Cerro Chaltén een van hun heilige plaatsen was.

### Komst Spanjaarden

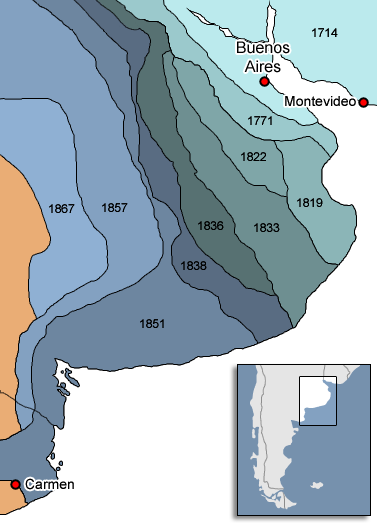
Kaart van het opschuiven van de frontera, de grens tussen inheemsen en kolonisten

Op 31 maart 1520 kwam een Spaanse expeditie onder leiding van Ferdinand Magellaan aan in de San Julianbaai om de winter door te brengen. Hier maakten ze contact met de inheemse Tehuelches, die ze volgens hun schrijver Antonio Pigafetta "Patagones" noemden. Voordat ze hen hadden ontmoet, was er al verbazing over de grootte van hun voetafdruk, die nog vergroot werd door het bont dat ze als schoeisel gebruikten. Ook bleken ze groot van gestalte te zijn; de gemiddelde lengte van een Europeaan in de 16e eeuw was met 1,65 meter beduidend minder dan de Patagonische mannen, die tot 2 meter lang waren.

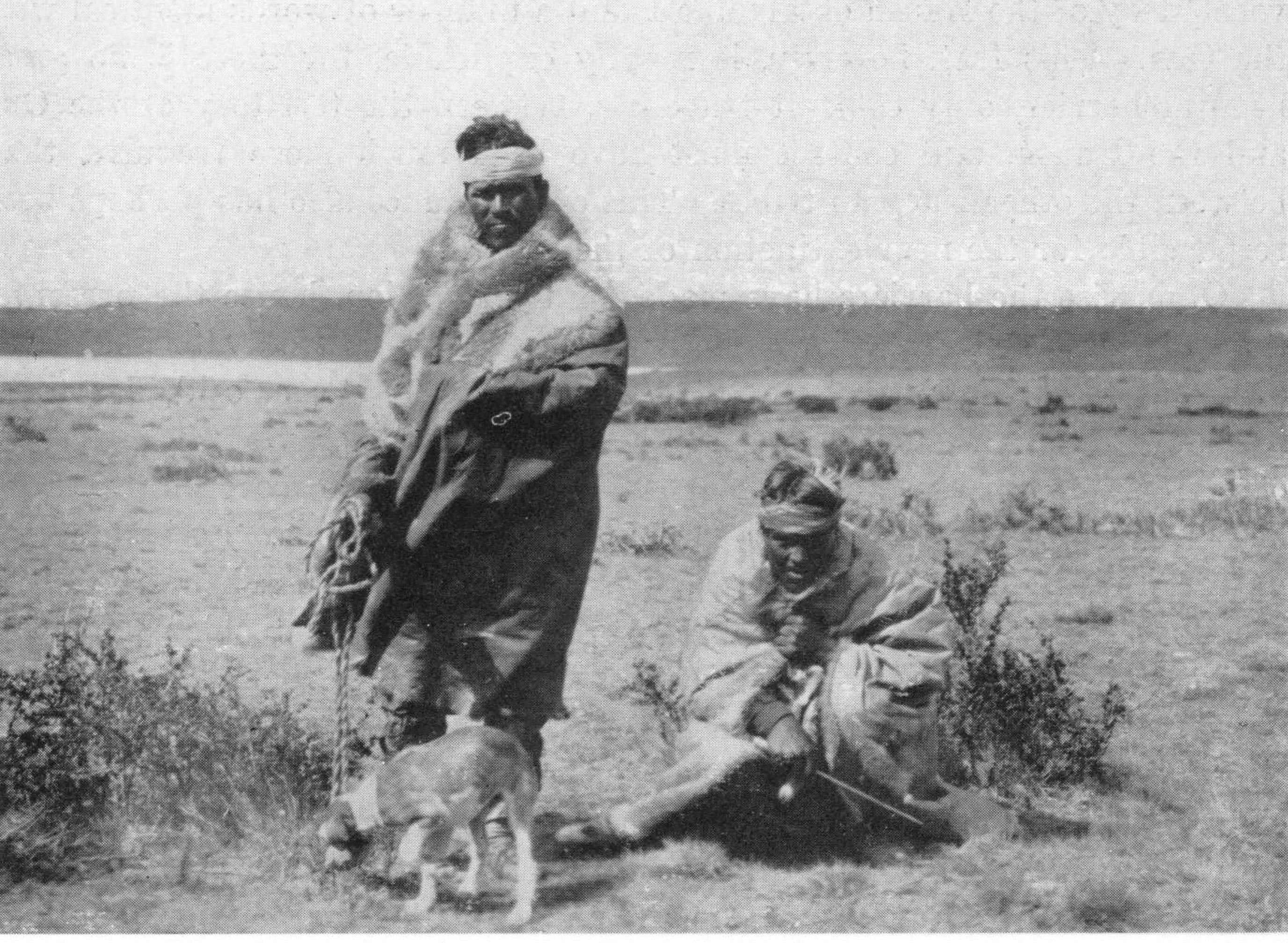
Tehuelche in Río Gallegos

De komst van de Spanjaarden betekende een verandering voor de cultuur van de inheemsen, die bijvoorbeeld het paard leerden kennen en gebruiken. De Europese nieuwkomers namen steeds meer land in bezit, waarbij de frontera zich geleidelijk in zuidelijke richting verschoof. De verhouding tussen kolonisten en inheemsen laat afwisselend perioden zien waarin onderling handel werd gedreven, en perioden met gewapende conflicten. De inheemse bewoners zagen de grondgebieden waar ze duizenden jaren woonden en de jacht beoefenden, steeds kleiner worden. Bij overvallen op blanke nederzettingen werden vee geroofd en bewoners gedood. Bij een grootscheepse overval in 1870 onder leiding van het inheemse opperhoofd Calfucurá, op binnen de Frontera gelegen nederzettingen Tres Arroyos en Azul, werd van boeren veel vee werd geroofd en van het leger paarden. Andere overvallen vonden plaats in 1872 op General Alvear, Veinticinco de Mayo en Nueve de Julio.
In de jaren 1878-1884 reageerde de inmiddels Argentijnse overheid met de campagne de "verovering van de woestijn". Hierbij werden inheemsen gedood en vooral kregen ze te maken met ziekten als mazelen, pokken en griep, die hun bevolking decimeerde. Na 1885 lag in Midden- en Zuid-Argentinië de weg open voor de komst van schapenfarms, waarvoor de grasvlakten van Patagonië geschikt waren. Zonder een idee te hebben van het westerse begrip "privé-bezit", waren schapen voor de inheemse bewoners gemakkelijk te bejagen prooien. De bewapende schapenboeren zagen dit als diefstal; voor hen waren inheemsen als de Tehuelche doorgaans geen partij. Rond 1890 zouden er nog 1800 tot 2400 Tehuelche zijn overgebleven. Omstreeks het jaar 1914 zou dat aantal in Patagonië tot ongeveer 100 zijn gedaald. In de voorliggende eeuwen werd hun normale aantal geschat op 4000 à 5000.

### Invloed van de Mapuche (Araucanos)
In de 17e, 18e en 19e eeuw begonnen Mapuche-groepen oostwaarts te migreren, naar de Andes en de Pampa's. Daarbij vermengden ze zich met de Tehuelche en daarmee verwante volken. De handel tussen deze volken was in de loop van de 18e eeuw belangrijk toegenomen. Geleidelijk maakten de Tehuelche zich de taal van de Mapuche eigen en namen ook bepaalde gebruiken van hen over. Dit gebeurde ondanks dat er tussen de talen geen relatie is: het Tehuelche behoorde tot de Chonantalen, het Mapuche is een isolaat. Dit hele proces wordt wel aangeduid als de Mapuchisatie of Araucanisatie van Patagonië. 
De Mapuche namen weer de gewoonte van de Tehuelche over om met meerdere families in kampementen bij elkaar te wonen; de verschillen tussen de volken vervaagden zodanig dat hun nakomelingen zich gingen aanduiden als Mapuche-Tehuelche. Met name de provincie Neuquén werd smeltkroes van de zuidelijke Mapuche, ook wel aangeduid als Huiliche, en de Tehuelche.

### Reservaten in Santa Cruz
Per decreet van president José Evaristo Uriburu werd op 11 januari 1898 het Camusu Aike reservaat ingesteld ter "verzameling van Tehuelche-stammen". Het reservaat is gelegen in de provincie Santa Cruz, Argentinië.
In 1922 stelde president Hipólito Yrigoyen nog drie reservaten in: Lago Viedma, Lago Cardiel en Lago Cardiel-2. De eerste twee verloren hun status in 1966 en de derde in 1990.

## Tehuelche, begin 21e eeuw

### In Argentinië

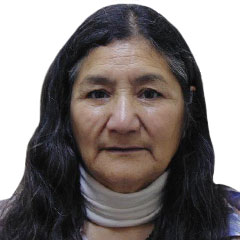
Rosa Chiquichano, van Tehuelche-afkomst. Vertegenwoordigde de provincie Chubut in het Argentijnse parlement.

Volgens de onvolledige "National Indigenous Census" (1966–1968), waren er nog 166 Tehuelche in Argentinië, waarvan 51 de taal nog spraken. De meesten van hen woonden op het centraal plateau van de provincie Santa Cruz. 
De "Complementary Survey of Indigenous peoples" (ECPI) 2004–2005, aanvullend op de volkstelling van 2001 gaf aan dat 4351 personen in de provincies Chubut en Santa Cruz zich als Tehuelche beschouwen. Over geheel Argentinië beliep hun aantal 10.590.
De volkstelling van 2010 leverde een totaal aantal op van 27.813 waarvan 7924 in Chubut, 4570 in de provincie Buenos Aires, 2615 in Santa Cruz, 2269 in Río Negro, 1702 in de stad Buenos Aires, 844 in Mendoza, 738 in Neuquén en 625 in La Pampa. Ook dit betreft een zelfaanduiding. Feitelijk zijn het mesties, die na bijvoorbeeld drie generaties gemengde huwelijken nog voor ⅛ Tehuelche zijn.
Vestigingsplaatsen van de Tehuelche in de provincie Santa Cruz zijn:
- Camusu Aike Territory: 180 km ten noordwesten van Río Gallegos
- Lago Cardiel Lot 6: tussen Gobernador Gregores City en het San Martín meer.
- Lago Cardiel Lot 28 bis: nabij Gobernador Gregores City.
- Cerro Índice: 40 km ten zuidoosten van Viedma Lake en 50 km ten zuiden van Tres Lagos.
- Copolque (of Kopolke): In de Leandro N. Alem Settlement, Las Heras Departement

In de provincie Chubut liggen twee reservaten: 
- El Chalía, met de Manuel Quilchamal community, in het departement Río Senguer, met 80 bewoners.[18]
- Loma Redonda is een reservaat gelegen tussen de Río Mayo en Alto Río Senguer, met 30 bewoners.[19]

### Mapuche-Tehuelche gemeenschappen
In de provincie Chubut bevinden zich ook gemengde gemeenschappen van Mapuche en Tehuelche, ze noemen zich Mapuche-Tehuelche.
In Santa Cruz bestaan ook vier stedelijke Mapuche-Tehuelche communities: in Caleta Olivia, Gallegos, Río Turbio en in Puerto Santa Cruz.
Het inheems reservaat Cushamen in het gelijknamige departement in Chubut, werd in 1889 ingesteld als huisvesting voor de stam van opperhoofd Miguel Ñancuche Nahuelquir's, die door de "Verovering van de woestijn" uit het Neuquén-gebied was verdreven. Het beslaat 1250 km2 en er wonen 400 Mapuche-Tehuelche families.

### In Chili
In Chili zijn de Tehuelche vrijwel uitgestorven. In 1905 vond een pokkenepidemie plaats waaraan stamhoofd Mulato en andere leden van zijn stam, met een vaste woonplaats in de Río Zurdo vallei nabij Punta Arenas, overleden. De overlevenden zochten daarna een verblijfplaats op Argentijns gebied, mogelijk in het Cumusu Aike reservaat. De naam leeft voort in "Villa Tehuelches", een Chileense plaats in Laguna Blanca.